# La Pierre du royaume
La Pierre du royaume (titre original portugais : O Romance d'A Pedra do Reino, titre complet : O Romance d'A Pedra do Reino e o Príncipe do Sangue do Vai-e-Volta) est un roman de l'écrivain brésilien Ariano Suassuna, publié en 1971.
Écrit entre 1958 et 1970, le roman est considéré par la critique comme l'un des chefs-d'œuvre du XXe siècle au Brésil et a été adapté au théâtre, au cinéma et à la télévision.
Au moment de sa sortie, le livre a été considéré comme un point de repère de la littérature du Nordeste, après le cycle du roman régional des années 1930.

## Liminaire
La Pierre du royaume (O Romance d'A Pedra do Reino) est inspiré par un événement qui est survenu au XIXe siècle dans l'arrière-pays, à São José do Belmonte, à 470 km de Recife, où une secte, en 1836, a tenté de ressusciter le roi Sébastien Ier de Portugal (Dom Sebastião).
Suassuna commence l'écriture du roman O Romance d'A Pedra do Reino en 1958, pour le terminer seulement une décennie plus tard, quand il réalise ce qui l'a conduit à écrire le roman : la mort de son père João, assassiné à Rio de Janeiro le 9 octobre 1930, alors qu'Ariano était âgé d'à peine trois ans.
L'histoire, ancrée dans la culture populaire du Nordeste et inspirée par la littérature de cordel, est dédiée au père de l'auteur et les douze cavaliers, dont Euclides da Cunha, Antônio Conselheiro et José Lins do Rego.

## Résumé
Quaderna, arrêté à Taperoa pour subversion, mène sa propre défense devant le juge d'instruction et raconte l'histoire de sa famille, écrite en prison. Il se déclare descendant des rois légitimes brésiliens, des bruns et des « chèvres » de la pierre du royaume et qui n'ont rien à voir avec les « empereurs étrangers et usurpateurs de la maison de Bragance » et considère son implication dans les luttes et les désaccords politiques, littéraires et philosophiques de son royaume.

## Critique
- Carlos Drummond de Andrade a défini l'œuvre comme étant un roman-mémorial-poème-cordel déclamé par son protagoniste, dom Pedro Dinis Ferreira Quaderna, et qu'elle forme un mouvement littéraire avec la culture populaire du Nordeste, inspirée par les premiers colonialistes espagnols et portugais.
- Selon l'observation du critique littéraire João Hernesto Weber, dans l'œuvre on peut retrouver "... deux traditions distinctes qui nous informent de l'idée du monde du héros, la tradition mythique du sertão et la tradition culte...".

## Postérité
En 2007, à l'occasion des 80 ans de Suassuna, Rede Globo diffuse une série télévisée inspirée du roman et réalisée par Luiz Fernando Carvalho, intitulée A Pedra do Reino (pt).

## Éditions
- (pt) Ariano Suassuna, Romance d'A Pedra do Reino e o Príncipe do Sangue do Vai-e-Volta, Rio de Janeiro : José Olympio, 5.ª edição, 2004, 756 p.
- (fr) Ariano Suassuna, Idelette Muzart-Fonseca dos Santos (traductrice), La Pierre du royaume, « Version pour Européens et Brésiliens de bon sens », Paris : Métailié, 1998  (ISBN 2-86424-268-0), 380 p.[2], (traduction abrégée)